# Prophet-Elias-Kathedrale

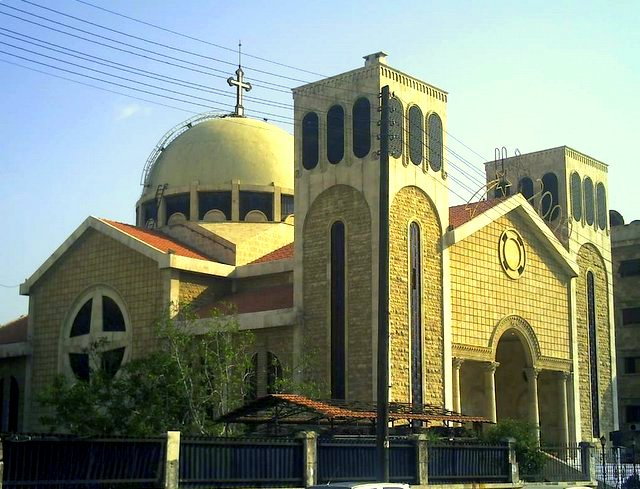
Prophet-Elias-Kathedrale, 2006

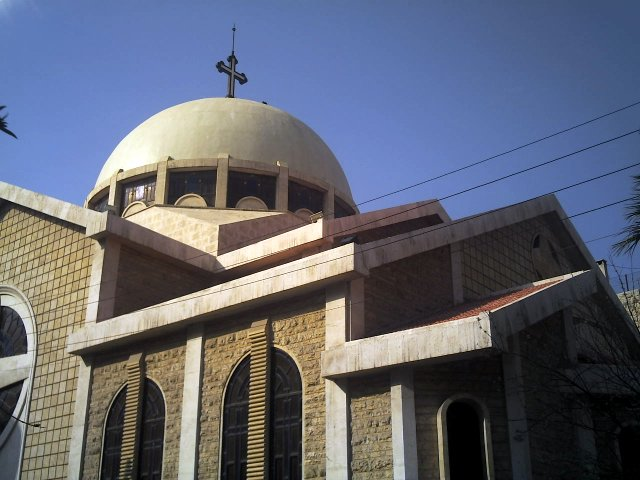
Kuppel, 2006

Die Prophet-Elias-Kathedrale (arabisch كاتدرائية النبي إلياس, DMG Kātidrāʾīyat an-Nabī Ilyās) ist die Kathedrale der griechisch-orthodoxen Kirche in der syrischen Stadt Aleppo, in deren nördlichem Teil sie sich befindet. Nicht verwechselt werden sollte die Prophet-Elias-Kathedrale mit der maronitischen Sankt-Elias-Kathedrale im traditionellen christlichen Stadtviertel al-Dschudaide.

## Geschichte
Die Prophet-Elias-Kathedrale wurde Ende des 20. Jahrhunderts errichtet und am 17. Dezember 2000 konsekriert. Mit diesem Tag wurde sie Kathedrale der griechisch-orthodoxen Diözese von Aleppo.
Im Bürgerkrieg in Syrien wurde der in der Kathedrale ansässige griechisch-orthodoxe Erzbischof Bulos Jasidschi zusammen mit dem syrisch-orthodoxen Erzbischof Gregorios Johanna Ibrahim im April 2013 mit Waffengewalt entführt. Seitdem sind die beiden Geistlichen nicht mehr aufgetaucht, und die griechisch-orthodoxe Kathedrale des Propheten Elias ist seitdem ohne Erzbischof.